# لوسون بيكوي
لاوسون بيكوي لاعب كرة قدم غاني من مواليد 12 أغسطس 1994 بمدينة أكرا وهو يلعب في مركز الهجوم في نادي الروضة.

## روابط خارجية
- لوسون بيكوي على موقع قاعدة بيانات كرة القدم.إي يو (الإنجليزية)
- لوسون بيكوي على موقع Soccerway.com (الإنجليزية)